# Konrad Schinz
Johann Konrad Schinz (* 11. Mai 1842 in Zürich; † 25. April 1910 in Sankt Petersburg) war ein Schweizer Ingenieur, Unternehmer und Diplomat.

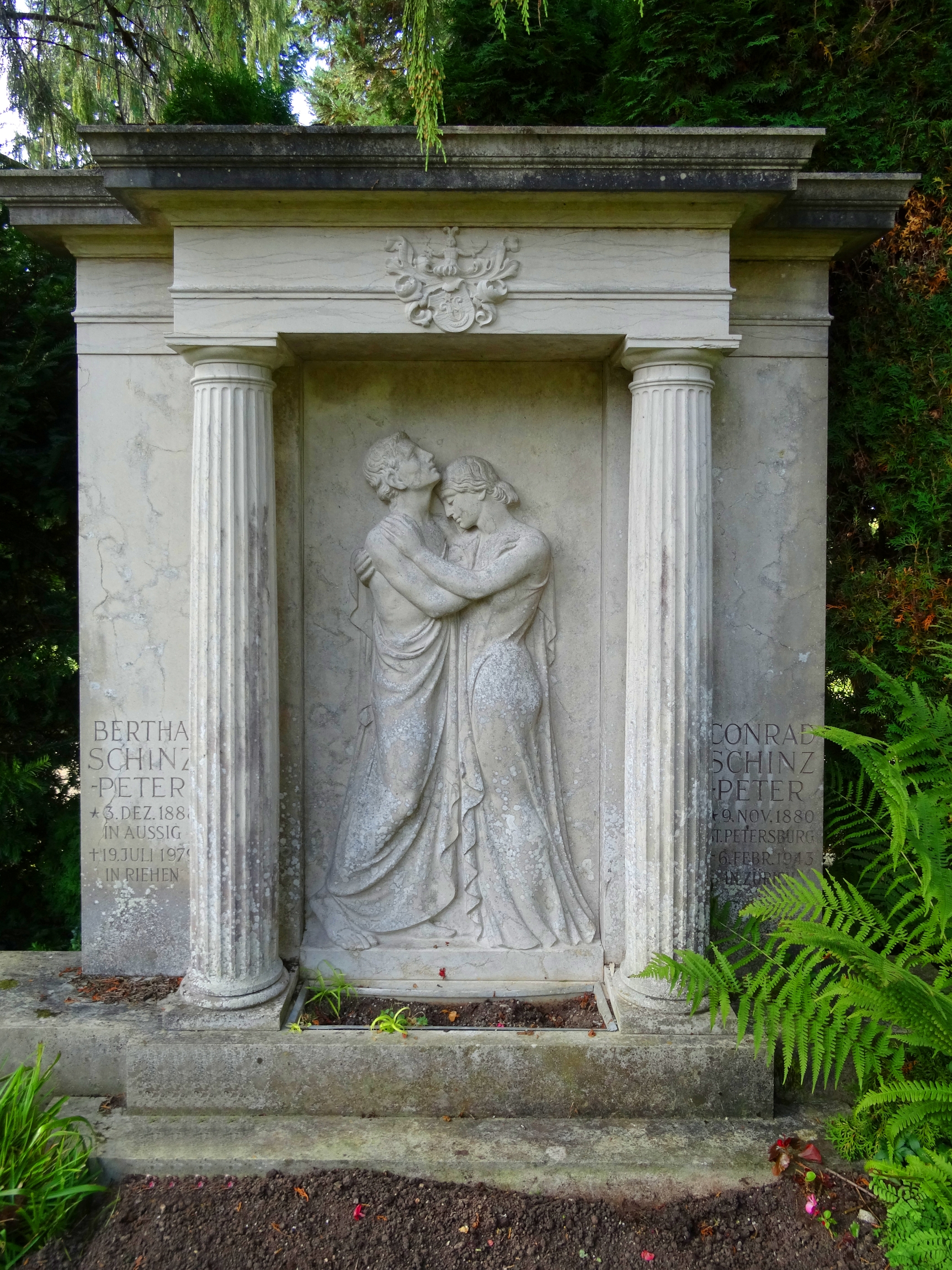
Grab, Friedhof Rehalp, Zürich

## Leben und Werk
Konrad Hinz studierte am Polytechnikum Zürich Ingenieurwesen. Er wurde beim dortigen Corps Rhenania aktiv und im Oktober 1860 rezipiert. Nach dem Studium ging er nach Russland und liess sich in Sankt Petersburg als Maschinenfabrikant nieder. Unter anderem entwickelte er eine bezüglich Lichtstärke und Energieverbrauch verbesserte Benzingasglühlampe.
1878 wurde Schinz zum Schweizer Vizekonsul und 1900 als Nachfolger von Louis Eugène Dupont zum Schweizer Generalkonsul und Missionschef in Sankt Petersburg gewählt. 1904 trat er gesundheitsbedingt vom Amt zurück. Ihm folgte Édouard Odier nach.
Konrad Schinz war mit Berta, geborene Peter (geb. 3. Dezember 1888 in Aussig; gest. 19. Juli 1979 in Riehen). Seine letzte Ruhestätte fand er auf dem Friedhof Rehalp in Zürich.